# Андрій Гембицький (єпископ)

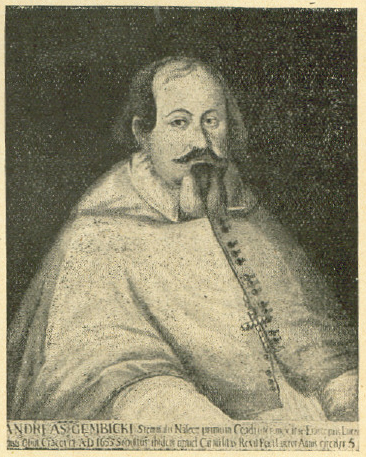
Андрій Гембицький

Андрій Гембицький (також Анджей Гембицький, пол. Andrzej Gembicki, ? — 1654, Янів-Підляський, тепер в гміні Янів-Підляський) — священик і єпископ Римо-Католицької Церкви. Представник шляхетського роду Гембицьких гербу Наленч.

## Життєпис
Син познанського підчашого Яна Гембицького та його дружини Катажини Заремби Целецької.
Завдяки протекції родича, примаса Лаврентія (Вавжинця) Гембицького навчався в школі єзуїтів у Каліші, Краківській академії, у 1617 році — в Падуанському університеті.
Протягом 1628-38 року посідав Титулярний престол Феодосії. Був коад'ютором єпископа Радошевського, на початку 1638 року став луцьким єпископом. Був одних з тих небагатьох єпископів свого століття, які проживали на теренах Луцької дієцезії (в Луцьку чи Янові-Підляському). Для того, щоб легше «перебороти» прихильників «схизми», наказав перекласти польською мовою рішення Київського синоду 1640 року (Варшава, 1641, Краків, 1642), вважаючи їх «абсурдними». У 1646 році брав участь в пишній похоронній церемонії коронного гетьмана Станіслава Конецпольського в Бродах. Під час визвольної війни перебував у Кракові.
Помер у своїй резиденції в Янові-Підляському, був похований 6 травня 1654 року в костелі св. Міхала при монастирі кармелітів у Кракові (храм не зберігся). Брат Петро, краківський єпископ РКЦ, своїм коштом поставив йому надгробок з портретом на блясі.